# Урјупинск
Урјупинск (рус. Урюпинск) град је у Русији у Волгоградској области.

## Становништво
| 1939.  | 1959.  | 1970.  | 1979.  | 1989.  | 2002.  | 2010.  |
| ------ | ------ | ------ | ------ | ------ | ------ | ------ |
| 21.686 | 31.546 | 38.192 | 40.229 | 42.954 | 41.960 | 41.590 |